# Земская почта Ахтырского уезда
Зе́мская по́чта Ахты́рского уе́зда — земская почта, организованная земской управой Ахтырского уезда Харьковской губернии. Существовала с 1872 года. В уезде выпускались собственные земские марки.

## История почты
Ахтырская уездная земская почта была открыта 1 апреля 1872 года. Пересылка почтовых отправлений осуществлялась из уездного центра (города Ахтырки) в волостные правления уезда и к земским должностным лицам.
Для оплаты доставки частных почтовых отправлений были введены земские почтовые марки номиналом 5 копеек.

## Выпуски марок
Используемые для оплаты частных почтовых отправлений марки земской почты в Ахтырском уезде имели номинал 5 копеек. На марках был изображён герб Ахтырского уезда.
Марки зелёного цвета — «оплаченные», марки синего цвета — «долговые» (оплачивались получателем почтового отправления).